# Somovhavet
Somovhavet var ett föreslaget namn för ett randhav i Antarktiska oceanen utanför Östantarktis. Ryssland föreslog 1982 att havet norr om Oates Coast, Victoria Land och George V Coast, mellan 150° och 170° öst skulle kallas Somovhavet, men det accepterades inte internationellt. Väster om det föreslagna havet ligger D'Urvillehavet. Öster om Cape Adare, vid 170°14' E, ligger Rosshavet.
Somovhavet skulle uppkallas efter den sovjetiske oceanografen Michail Somov.